# Iotichthys
Iotichthys is een geslacht van straalvinnige vissen uit de familie van Cyprinidae (Eigenlijke karpers).

## Soort
- Iotichthys phlegethontis (Cope, 1874)